# Boris Lambert
Boris Lambert, né le 10 avril 2000 à Han-sur-Lesse en Belgique, est un footballeur belge qui joue au poste de défenseur central au KV Courtrai, en prêt du Willem II Tilburg.

## Biographie

### En club
Né à Han-sur-Lesse en Belgique, Boris Lambert est notamment formé par le FC Eprave, le Standard de Liège et le Royal Excelsior Virton avant de poursuivre sa formation à la KAS Eupen. C'est avec ce club qu'il fait ses débuts en professionnel, jouant son premier match le 25 juillet 2021, lors d'une rencontre de championnat face au Club Bruges KV. Il entre en jeu à la place de Jonathan Heris (nl) ce jour-là, et les deux équipes se neutralisent sur le score de deux buts partout.
Le 14 août 2021, il inscrit son premier but pour le club germanophone lors d'une rencontre de championnat face au Saint-Trond VV. Son équipe s'impose deux buts à un.
Petit à petit, Lambert s'impose dans l'équipe première, devenant un joueur régulier du onze de départ. Il est récompensé en juin 2022 par un nouveau contrat avec les Pandas. Il est alors lié au club jusqu'en juin 2027.
Lors du mercato estival 2024, Lambert quitte les Pandas pour s'engager au Willem II Tilburg où il paraphe un contrat portant sur quatre saisons.
Le 1er juillet 2025, le KV Courtrai annonce la venue du joueur en prêt avec option d'achat.